# Liste der Bischöfe von Huntingdon
Die Liste der Bischöfe von Huntingdon stellt die bischöflichen Titelträger der Church of England, der Diözese von Ely, in der Province of Canterbury dar. Der Titel wurde nach dem Ort Huntingdon benannt.
| Liste der Bischöfe von Huntingdon | Liste der Bischöfe von Huntingdon | Liste der Bischöfe von Huntingdon | Liste der Bischöfe von Huntingdon                            |
| Von                               | Bis                               | Name                              | Anmerkungen                                                  |
| --------------------------------- | --------------------------------- | --------------------------------- | ------------------------------------------------------------ |
| 1966                              | 1972                              | Robert Martineau                  | danach Bischof von Blackburn                                 |
| 1972                              | 1980                              | Eric Wall                         |                                                              |
| 1980                              | 1997                              | Gordon Roe                        |                                                              |
| 1997                              | 2003                              | John Flack                        |                                                              |
| 2003                              | 2007                              | John Inge                         | danach Bischof von Worcester                                 |
| 2008                              | 2018                              | David Thomson                     | vorher Erzdiakon in Carlisle                                 |
| 2019                              | Gegenwart                         | Dagmar Winter                     | Mitglied der Meissen Kommission, erste Bischöfin Ostangliens |